# ترحيل البيانات
ترحيل البيانات هو عملية اختيار البيانات وإعدادها واستخراجها وتحويلها ونقلها بشكل دائم من نظام تخزين بيانت حاسوب إلى آخر. بالإضافة إلى ذلك، يعتبر التحقق من صحة البيانات المُرَحّلة للتأكد من اكتمالها وإيقاف تشغيل تخزين البيانات القديمة جزءًا من عملية ترحيل البيانات بأكملها. يعد ترحيل البيانات أحد الاعتبارات الأساسية لأي تنفيذ للنظام أو ترقيته أو دمجه، وعادةً ما تُنفذ بطريقة تجعله آليًا قدر الإمكان، ما يحرر الموارد البشرية من المهام الشاقة. يحدث ترحيل البيانات لعدة أسباب، مثل استبدال الخادم أو معدات التخزين أو الصيانة أو الترقية أو ترحيل التطبيقات أو دمج موقع الويب أو التعافي من الكوارث أو نقل مركز البيانات.